# Ryszard Chmieloch
Ryszard Władysław Chmieloch vel Ryszard Władysław Chlebek pseud.: Błyskawica, Bławatek, Siódemka (ur. 29 marca 1921 we Lwowie, zm. prawdop. w 1944) – żołnierz Armii Andersa, oficer Polskich Sił Zbrojnych i Armii Krajowej, podporucznik łączności, cichociemny.

## Życiorys
Był synem Władysława i Jadwigi z domu Worobiec. W 1939 roku ukończył 2. klasę Szkoły Technicznej w Drohobyczu. W dniu wybuchu II wojny światowej nie został zmobilizowany, mając 17 lat. 13 kwietnia 1940 roku został z rodziną wywieziony w głąb ZSRR, gdzie, po podpisaniu układu Sikorski-Majski, w lutym 1942 roku wstąpił do Armii Andersa (2 kompania Szkoły Podchorążych 8 Dywizji Piechoty). Od września 1942 roku przebywał w Wielkiej Brytanii.
Zgłosił się do służby w kraju, przeszkolony w radiotelegrafii w Sekcji Dyspozycyjnej Naczelnego Wodza. Został zaprzysiężony 4 sierpnia 1943 roku w Oddziale VI Sztabu Naczelnego Wodza i zrzucony do Polski w nocy 14 na 15 września 1943 roku w ramach operacji lotniczej „Neon 10” (ekipa XXX, zrzut przejęła placówka odbiorcza „Dywan”, 14 km od Łowicza). Dostał przydział do Oddziału V Łączności Obszaru AK Lwów, gdzie był radiotelegrafistą oddziału łączności radiowej „Palma”. 14 lutego 1944 roku podczas pracy radiostacji przy ul. Janowskiej we Lwowie został ujęty przez Niemców wraz z dowódcą oddziału Józefem Sosnowskim „Marią” i radiotelegrafistą Franciszkiem Golikiem „Nikitą” oraz kilkoma żołnierzami. Został skazany na karę śmierci.
Jego nazwisko znalazło się na liście zakładników przewidzianych 29 kwietnia 1944 roku do rozstrzelania. Miał zostać wywieziony ze Lwowa do Dachau między 19 kwietnia a 17 czerwca 1944 roku. Od tej pory zaginął.

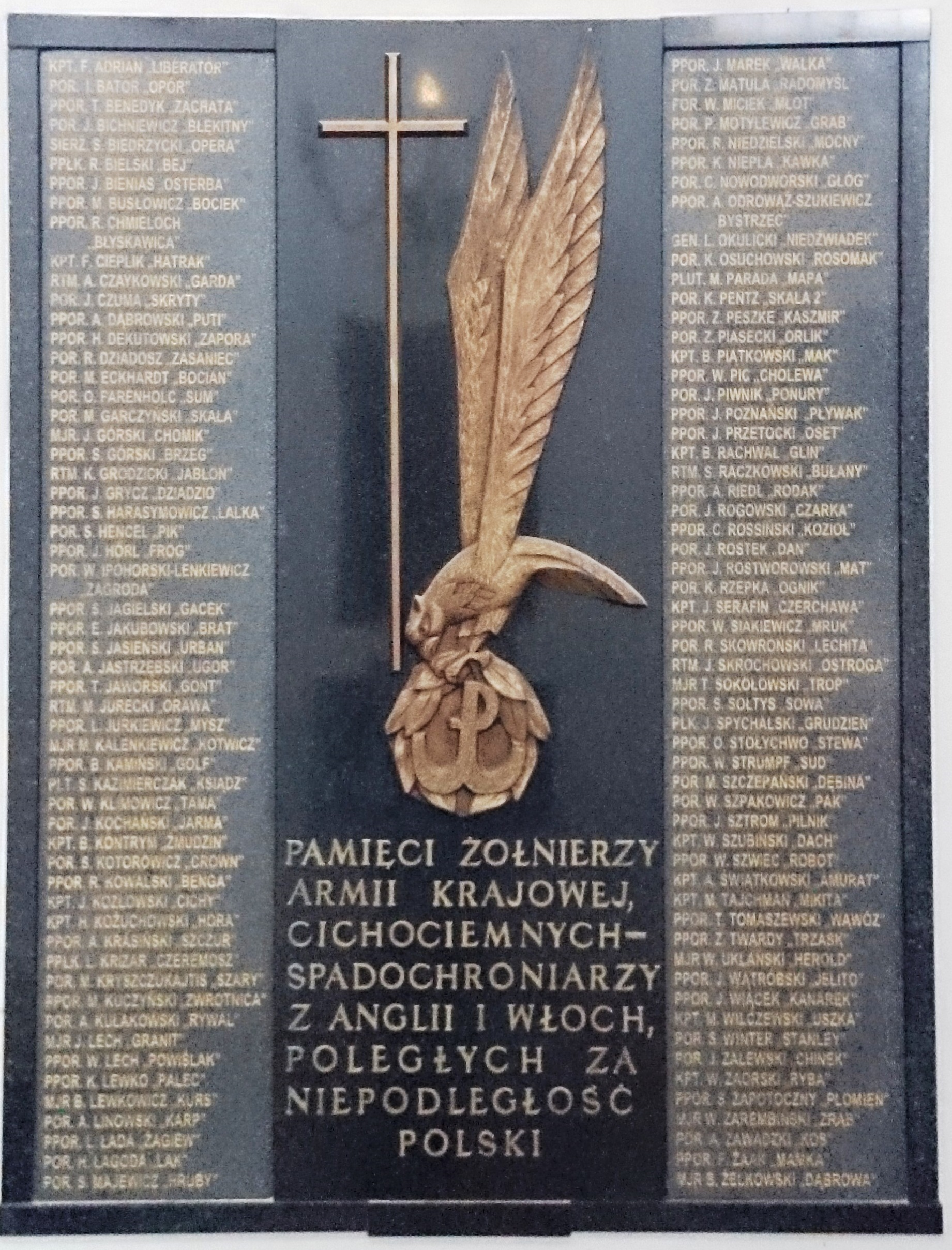
Tablica w kościele św. Jacka w Warszawie, upamiętniająca poległych cichociemnych, w tym Ryszarda Chmielocha

## Odznaczenia
- Krzyż Walecznych – czterokrotnie.

## Upamiętnienie
W lewej nawie kościoła św. Jacka przy ul. Freta w Warszawie odsłonięto w 1980 roku tablicę Pamięci żołnierzy Armii Krajowej, cichociemnych – spadochroniarzy z Anglii i Włoch, poległych za niepodległość Polski. Wśród wymienionych 110 poległych cichociemnych jest Ryszard Chmieloch.